# 今給黎誠吾

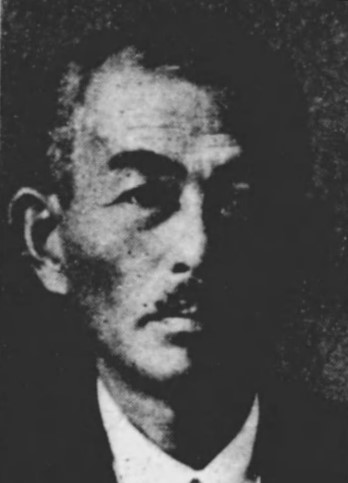
今給黎誠吾

今給黎 誠吾（いまきいれ せいご、1876年（明治9年）5月30日 - 1953年（昭和28年）2月16日）は、明治から昭和時代前期の政治家。衆議院議員（1期）、第3代東南方村長・初代枕崎町長（現枕崎市）。枕崎市名誉市民。

## 経歴
鹿児島県出身。鹿児島県川辺郡鹿籠村西鹿籠（後に西鹿籠村、東南方村、枕崎町、枕崎市）の今給黎久清（児玉久清、初代東南方村長）の長男として生まれる。1878年（明治11年）家督を相続する。長谷場敦（衆議院議員、串木野町長）は実弟。
市立大阪商業学校に学ぶ。農業を営む傍ら、同県川辺郡東南方村長、鹿児島県会議員、同参事会員、枕崎町長を歴任する。1910年（明治43年）第3代東南方村長に就任してから初代枕崎町長を1947年（昭和22年）に退任するまで、連続36年8カ月在任した。その他、枕崎町農会長、同煙草耕作組合長、川辺郡教育会長、同青年会長、養鶏組合中央会理事、鹿児島県養鶏組合連合会長、枕崎町産業組合長を務めた。紅茶の栽培を推進した。
1936年（昭和11年）2月の第19回衆議院議員総選挙では鹿児島県第1区から無所属で出馬して当選。のち昭和会に属し、1期務めた。